# Agustín Sández
Agustín Sández, né le 16 janvier 2001 à Lanús en Argentine, est un footballeur international paraguayen qui évolue au poste d'arrière gauche à Rosario Central.

## Biographie

### Boca Juniors
Né à Lanús en Argentine, Agustín Sández est formé par Boca Juniors. Le 14 septembre 2020, le jeune arrière gauche signe son premier contrat professionnel et est intégré à l'équipe première. Il joue son premier match en professionnel lors d'une rencontre de Copa Libertadores le 21 avril 2021, contre The Strongest. Il entre en jeu à la place de Agustín Obando et son équipe l'emporte ce jour-là par un but à zéro. Sández fait ses débuts dans le championnat argentin le 17 juillet 2021 contre le Unión de Santa Fe. Il entre en jeu et les deux équipes se neutralisent (1-1).
Le 13 septembre 2021, Sández prolonge son contrat avec Boca Juniors jusqu'en 2025.
Il est sacré Champion d'Argentine en 2022,.

### Rosario Central
Le 21 août 2023, Agustín Sández rejoint le Rosario Central. Il signe un contrat courant jusqu'en décembre 2026.

### En sélection
Né en Argentine mais ayant des origines paraguayennes, Agustín Sández est éligible pour représenter les deux nations en sélection. Il décide de jouer pour le Paraguay en 2024 et en octobre de cette année il est sélectionné pur la première fois avec l'équipe nationale du Paraguay par le sélectionneur Gustavo Alfaro. Il honore sa première sélection lors de ce rassemblement, le 10 octobre 2024, en étant titularisé contre l'Équateur (0-0 score final).

## Palmarès
Boca Juniors
- Champion d'Argentine
  - 2022.